# Gundersdorf
Gundersdorf là một đô thị thuộc huyện Deutschlandsberg thuộc bang Steiermark, nước Áo. Đô thị Gundersdorf có diện tích 5,69 km², dân số thời điểm năm 2005 là 419 người.